# Trichomanes bancroftii
Trichomanes bancroftii är en hinnbräkenväxtart som beskrevs av William Jackson Hooker och Grev. Trichomanes bancroftii ingår i släktet Trichomanes och familjen Hymenophyllaceae. Inga underarter finns listade.